# Winslow (Arizona)
Winslow es una ciudad ubicada en el condado de Navajo en el estado estadounidense de Arizona. En el Censo de 2010 tenía una población de 9655 habitantes y una densidad poblacional de 301,8 personas por km². Se encuentra a orillas del río Pequeño Colorado. 

## Geografía
Winslow se encuentra ubicada en las coordenadas 35°1′30″N 110°42′34″O / 35.02500, -110.70944. Según la Oficina del Censo de los Estados Unidos, Winslow tiene una superficie total de 31,99 km², de la cual 31,85 km² corresponden a tierra firme y (0,44%) 0,14 km² es agua.

## Demografía
Según el censo de 2010, había 9.655 personas residiendo en Winslow. La densidad de población era de 301,8 hab./km². De los 9.655 habitantes, Winslow estaba compuesto por el 53,39% blancos, el 5,67% eran afroamericanos, el 25,67% eran amerindios, el 0,99% eran asiáticos, el 0,11% eran isleños del Pacífico, el 9,01% eran de otras razas y el 5,16% pertenecían a dos o más razas. Del total de la población el 32,84% eran hispanos o latinos de cualquier raza.